# Zwi Perez Chajes

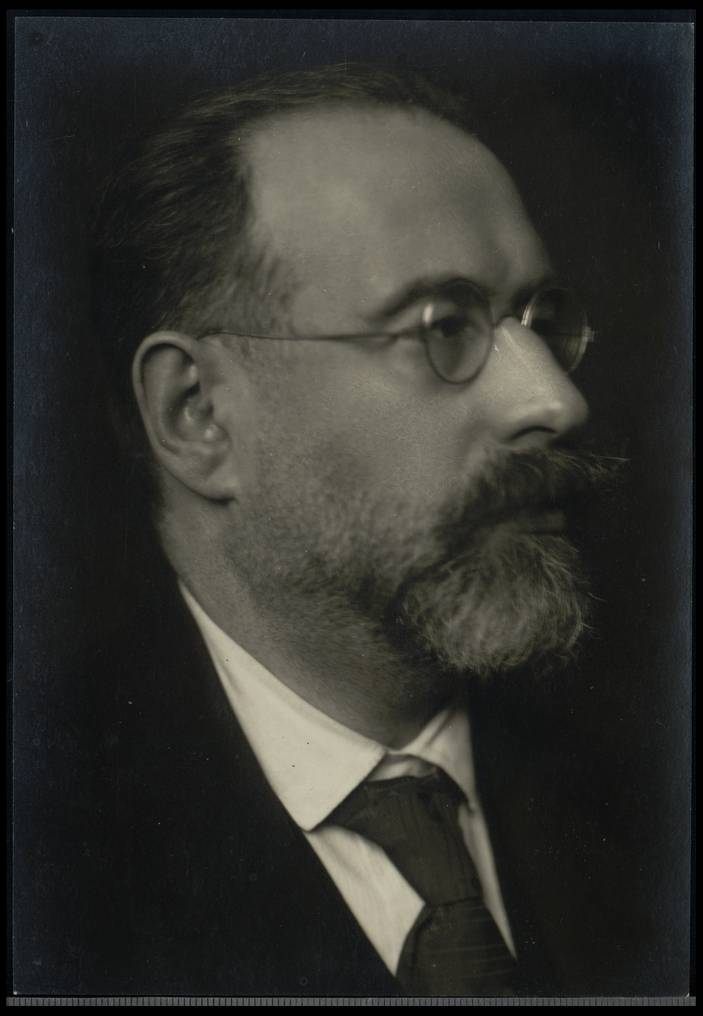
Zwi Perez Chajes (1927)

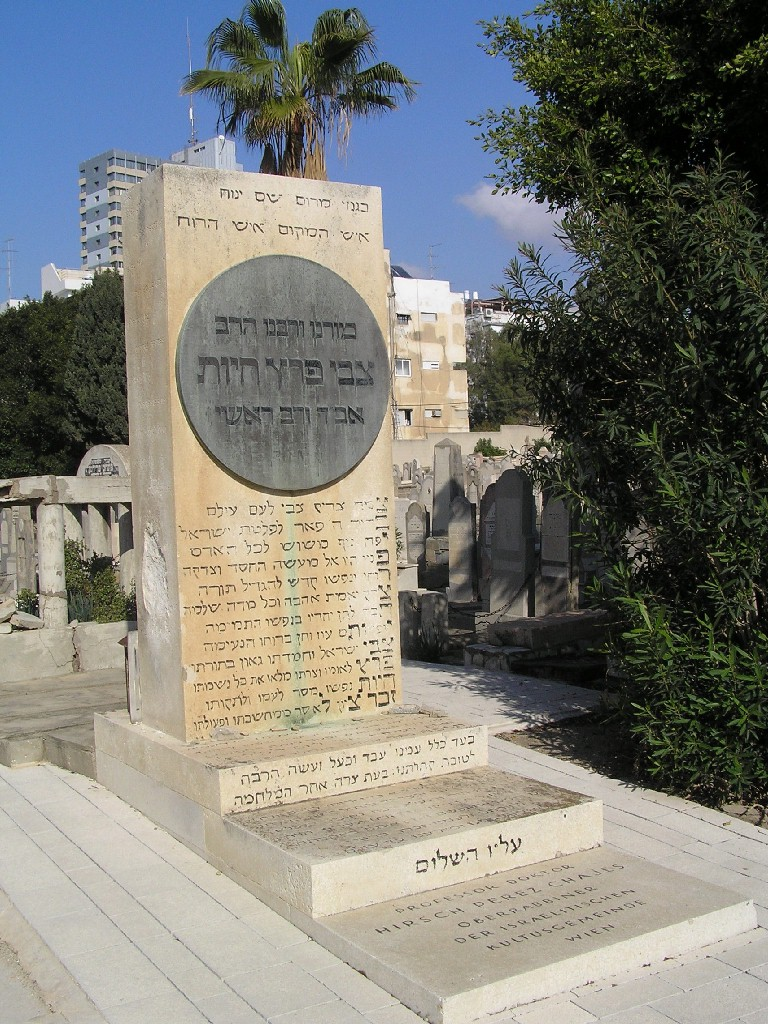
Grabstelle in Tel Aviv

Zwi Perez Chajes (geboren am 13. Oktober 1876 in Brody, Galizien, Österreich-Ungarn; gestorben am 13. Dezember 1927 in Wien) war ein Rabbiner.

## Leben
Zwi Perez Chajes war der Sohn einer Rabbinerfamilie. Nach dem Talmudstudium bei seinem Vater Shelomo Chajes und in der Jeschiwa seines Onkels Isaac Chajes sowie des Besuchs des Rabbinerseminars in Wien wurde er 1899 zum Rabbiner ordiniert.
1902 ging er als Professor für Geschichte und Bibel ans Collegio Rabbinico in Florenz. 1904 bemühte er sich um die Stelle des stellvertretenden Oberrabbiners von Brünn, wurde aber von der Gemeinde abgelehnt. Anschließend war er von 1904 bis 1912 Dozent für Bibelexegese an der Universität Florenz, danach wurde er Oberrabbiner in Triest.
Im Jahr 1918 nahm er die Stelle als stellvertretender Oberrabbiner der IKG Wien an. Er übernahm von 1921 bis 1925 das Präsidentenamt beim Zionistischen Aktionskomitee, war Mitglied des Kuratoriums der Hebräischen Universität in Jerusalem und Vorsitzender der Völkerbund-Liga für Österreich. 1919 gründete er das erste jüdische Realgymnasium, vorerst im 1. Bezirk, Drahtgasse 4 (beim Judenplatz), seit 1923 im 2. Bezirk, Castellezgasse. Außerdem zählte er zu den Gründern des hebräischen Pädagogiums in Wien. Nach seinem Tod wurde die Schule in der Castellezgasse 1927 Zwi-Perez-Chajes-Schule benannt und heißt seit der Wiedereröffnung 1980 (seit 2008 im gleichen Bezirk an der Simon-Wiesenthal-Gasse) bis heute so. Weiters ist eine Loge der B’nai B’rith nach Zwi Peres Chajes benannt.
Chajes' sterbliche Überreste wurden 1952 auf den Trumpeldor-Friedhof in Tel Aviv überführt.

## Wissenschaftliche Arbeiten
- Markus-Studien. 1899.
- Proverbia. Beiträge zur nordsemitischen Onomatologie. 1900.
- Jüdische und jüdisch-indische Grabsteininschriften aus Aden. 1903.
- Hebräischer Kommentar zu den Psalmen. Zwei Bände, 1903 und 1904.
- Hebräischer Kommentar zu Amos. 1906.